# Saison 1 de One Piece
Chronologie
Saison 2
Cet article présente le guide des épisodes de la première saison de la série télévisée américano-japonaise One Piece.

## Synopsis
Monkey D. Luffy, un jeune aventurier qui a toujours rêvé d'une vie de liberté, quitte son village pour se lancer dans un périlleux voyage. Son objectif : devenir le roi des pirates en trouvant le légendaire trésor, le One Piece. Cependant, pour atteindre ce but, Luffy doit d'abord assembler un équipage, trouver un navire, naviguer à travers les océans, échapper à la Marine qui le poursuit, et se montrer plus astucieux que ses redoutables rivaux qui se dressent sur son chemin à chaque étape de son périple.

## Distribution

### Acteurs principaux
- Iñaki Godoy (VF : Oscar Douieb) : Monkey D. Luffy
- Emily Rudd (VF : Anne Levallois) : Nami
- Mackenyu (VF : Arthur Khong) : Roronoa Zoro
- Jacob Romero (en) (VF : Simon Koukissa-Barney) : Usopp (épisodes 3 à 8)
- Taz Skylar (VF : Clément Moreau) : Sanji Vinsmoke (épisodes 5 à 8)
- Vincent Regan (VF : Bruno Choël) : Monkey D. Garp
- Jeff Ward (en) (VF : Brice Ournac) : Baggy le clown (épisodes 1 à 3 et 6 à 8)
- Morgan Davies (VF : Luca Garzo) : Kobby

### Acteurs récurrents
- Aidan Scott (de) (VF : Donald Reignoux) : Hermep
- Peter Gadiot (VF : Franck Lorrain) : Shanks (épisodes 1, 2 et 8)
- Ilia Isorelýs Paulino (es) (VF : Fouzia Youssef-Holland) : Alvida (épisodes 1 et 8)
- Langley Kirkwood (en) (VF : Loïc Houdré) : le colonel Morgan / Morgan le Hacheur (épisodes 1 et 2)
- Tamer Burjaq : Higuma (épisodes 1 et 2)
- Kathleen Stephens (VF : Olivia Nicosia) : Makino (épisodes 1, 2 et 8)
- Armand Aucamp : Bogard
- Sven Ruygrok (VF : Martin Faliu) : Cabaji (épisodes 2 et 3)
- Stevel Marc (VF : Igor Chometowski) : Yasopp (épisodes 1, 2 et 8)
- Ntlanhla Morgan Kutu : Lucky Roux (épisodes 1, 2 et 8)
- Laudo Liebenberg :  Benn Beckmann (épisodes 1, 2 et 8)
- McKinley Belcher III (VF : Daniel Njo Lobé) : Arlong (épisodes 3, 6 à 8)
- Celeste Loots (de) (VF : Clémentine Machado) : Kaya (épisodes 3, 4 et 8)
- Alexander Maniatis (de) (VF : Nessym Guetat) : Klahadoll / Kuro le Machiavélique (épisodes 3 et 4)
- Bianca Oosthuizen (VF : Nathalie Karsenti) : Sham (épisodes 3 et 4)
- Albert Pretorius (VF : Jerome Wiggins) : Buchi (épisodes 3 et 4)
- Jandre le Roux : Kuroobi (épisodes 3, 6 à 8)
- Brett Williams :  Merry (épisodes 3 et 4)
- Craig Fairbrass (VF : Julien Kramer) : Chef Zeff (épisodes 5 à 8)
- Steven John Ward (en) (VF : Thibaut Belfodil) : Dracule Mihawk (épisodes 5, 6 et 8)
- Len-Barry Simons : Chu (épisodes 6 à 8)
- Chioma Umeala (VF : Esthèle Dumand) : Nojiko (épisodes 7 et 8)
- Grant Ross (VF : Alexis Victor) : Genzo (épisodes 7 et 8)
- Rory Acton-Burnell (VF : Sébastien Desjours) : le colonel Nezumi (épisodes 7 et 8)

### Invités
- Michael Dorman (VF : Rémi Bichet) : Gol D. Roger (épisode 1)
- Ian McShane (VF : François Berland) : le narrateur (voix) (épisode 1)
- Ben Kgosimore (VF : Stevie Tomi) : Mr. 7 (épisode 1)
- Colton Osorio (VF : Timothée Bardeau) : Luffy (enfant) (épisodes 1, 2 et 5)
- Kevin Saula : Usopp (enfant) (épisode 3)
- Chanté Grainge (VF : Charlotte Baillon) : Banchina (épisode 3)
- Maximilian Lee Piazza (VF : Tony Sanial) : Zoro (enfant) (épisode 4)
- Audrey Cymone  : Kuina Shimotsuki (épisode 4)
- Nathan Castle (VF : Stanislas Forlani) : Koshiro Shimotsuki (épisode 4)
- Milton Schorr : Don Krieg (épisode 5)
- Litha Bam : Gin (épisode 5)
- Christian Convery (VF : Clara Soares) : Sanji (enfant) (épisode 6)
- Lily Fisher : Nami (enfant) (épisodes 7 et 8)
- Kylie Ashfield : Nojiko (enfant) (épisode 7)
- Genna Galloway : Bellemere (épisode 7)

## Liste des épisodes
1. À l'aube d'une grande aventure (Romance Dawn)
2. L'Homme au chapeau de paille (The Man in the Straw Hat)
3. Pas d'histoires (Tell no Tales)
4. Pirates droit devant ! (The Pirates are Coming)
5. Un dîner au Baratie (Eat at Baratie!)
6. Le Chef et le plongeur (The Chef and the Chore Boy)
7. La Fille au tatouage de poisson-scie (The Girl with the Sawfish Tattoo)
8. Le Plus grand bandit d'East Blue (Worst in the East)

### Épisode 1:À l'aube d'une grande aventure(Romance Dawn)
Après l'exécution du célèbre capitaine pirate Gold Roger, les pirates du monde entier prennent la mer pour partir à la recherche de son trésor caché, le One Piece. Vingt-deux ans plus tard, le jeune pirate débutant Monkey D. Luffy fait partie de ceux qui recherchent toujours ce trésor. Il se retrouve par accident à bord du navire de la cruelle pirate Alvida. Utilisant ses pouvoirs d'élasticité acquis en mangeant involontairement un Fruit du Démon, il parvient à vaincre cette dernière et s'enfuit avec Koby, son maltraité garçon de cabine, qui rêve de devenir un Marine.

### Épisode 2:L'Homme au chapeau de paille(The Man in the Straw Hat)
Luffy, Zoro et Nami se font capturer par Baggy le Clown, un pirate qui a emprisonné les habitants du village d'Orange. Avant d'être capturé et anticipant le danger, Luffy avale la carte de Grand Line pour la mettre en sécurité. Lors de son interrogatoire par Baggy, Luffy découvre les liens entre ce dernier et son héros d'enfance, Shanks, un pirate souvent de passage dans son village et de qui il a reçu son précieux chapeau de paille. Baggy voulant la carte et Luffy refusant de la lui remettre malgré ses menaces, il décide finalement de noyer ce dernier dans de l'eau de mer, le point faible des détenteurs des fruits du démon. Alors qu'il se noie, Luffy se remémore tout à coup un incident survenu pendant son enfance lors duquel Shanks l'avait sauvé de la noyade et protégé d'une créature marine en sacrifiant son bras gauche et en utilisant un pouvoir mystérieux.
De leur côté, Zoro et Nami parviennent à s'échapper, ils libèrent ensuite Luffy avant de finalement affronter Baggy mais ce dernier à l'avantage grâce aux pouvoirs de son fruit du démon le Fruit de la Fragmentation. Le trio parvient finalement à le vaincre grâce à un stratagème de Luffy, ils libèrent ensuite les habitants du village d'Orange qui les remercient.     

### Épisode 3:Pas d'histoires(Tell no Tales)
Ayant besoin d'un nouveau bateau, le trio, se surnommant désormais l'équipage au Chapeau de Paille, fait escale au village de Sirop sur les Îles Gecko pour trouver un navire plus grand. Luffy trouve le bon navire, mais Usopp, un charpentier un peu farfelu, leur apprend que le navire n'est pas à vendre. Luffy insiste quand même et veut l'acheter, Usopp intrigué les emmène alors rencontrer sa meilleure amie mais aussi propriétaire du chantier naval, Kaya, une orpheline riche et malade, pour en discuter. Pendant ce temps, le vice-amiral Garp prend Koby sous son aile, sachant ses liens avec Luffy mais également pour tester sa loyauté envers la Marine. Luffy et Usopp se lient d'amitié, Luffy connaissant le père de ce dernier, Yasopp, qui faisait partie de l'équipage de Shanks.

### Épisode 4:Pirates droit devant!(The Pirates are Coming)
Après plusieurs tentatives infructueuses pour grimper hors du puits, Zoro se remémore un souvenir d'enfance et la mort de son amie Kuina, qui l'avait inspiré pour devenir un grand épéiste. Ce souvenir le pousse à finalement réussir à s'extirper du puits. Usopp amène les Marines au manoir de Kaya, mais Kuro les dissuade d'entrer et leurs remet Luffy inconscient après avoir mangé une soupe empoisonnée destinée à Kaya. Usopp et Nami se précipitent au secours de cette dernière lorsque Kuro et ses sbires commencent leurs attaques visant à l'éliminer. Zoro sauve Luffy des Marines avant de combattre les hommes de Kuro dans le manoir et de les vaincre. Luffy quant à lui part à la recherche des autres qui sont aux prises avec Kuro, Luffy parvient à le vaincre mais Kuro réussi tout de même à s'enfuir. Kaya reconnaissante envers Luffy et ses amis de lui avoir sauvé la vie les récompense en leur offrant le navire qu'ils désiraient, que Luffy nomme alors « Vogue Merry ». Usopp accepte l'invitation de Luffy à rejoindre l'équipage, avant de partir lui et Kaya s'embrassent. 

### Épisode 5:Un dîner au Baratie(Eat at Baratie!)
Par le passé Monkey D. Garp voulait que son petit-fils Monkey D. Luffy rejoigne la Marine. Ayant toujours cet objectif en tête et ne voulant pas qu'il devienne un pirate, Garp poursuit Luffy et son équipage mais ce dernier parvient à lui échapper à l'aide des pouvoirs issus de son fruit du démon. Dans leur fuite, l'équipage au Chapeau de Paille tombe sur le Baratie un bateau restaurant où Luffy se lie d'amitié avec Sanji un jeune chef talentueux. 
Pour retrouver et capturer Luffy, Garp fait appel à Dracule Mihawk, l'un des sept grands corsaires, des pirates avec lesquels le gouvernement mondial fait affaires. Quand Mihawk connu pour être le plus grand sabreur du monde arrive aux Baratie pour capturer Luffy, Zoro qui l'idolâtre depuis l'enfance et voulant son titre le défie alors dans un duel à mort, Mihawk accepte.

### Épisode 6:Le Chef et le plongeur(The Chef and the Chore Boy)
Zoro, grièvement blessé après son duel contre Mihawk, est soigné par Zeff le propriétaire du Baratie. Pendant ce temps, Sanji raconte à Luffy son passé et son rêve de trouver All Blue, un océan où tous les poissons du monde se retrouvent. 

### Épisode 8:Le Plus grand bandit d'East Blue(Worst in the East)
Les habitants du village de Coco décident de s'unir tandis que l'équipage au Chapeau de Paille se prépare à affronter Arlong et ses pirates hommes-poissons à Arlong Park. La bataille fait rage, avec Zoro, Usopp et Sanji réussissant avec succès à éliminer plusieurs hommes-poissons tandis que Luffy affronte Arlong dans sa tour. Lorsque la bataille semble s'essouffler, Luffy réalise que la tour contient une grande partie du travail de Nami, qui est essentiel pour Arlong, y voyant un moyen de le battre Luffy fait s'effondrer la tour entière sur l'homme-poisson. 
Alors qu'ils célèbrent leur victoire, les Chapeaux de Paille voient arriver Garp et la Marine. Garp prévoit de les arrêter mais Luffy s'y oppose et les deux s'affronte alors, Garp à facilement le dessus mais malgré cela Luffy refuse d'abandonner son rêve, Garp finit alors par céder et ordonne à ses hommes de traquer le reste de l'équipage d'Arlong. Malgré tout Nézumi en guise de vengeance pour son humiliation met enfin une prime sur la tête de Luffy, d'une valeur de 30 millions de berries, quelque chose que ce dernier a toujours souhaité. Koby vient lui annoncer la nouvelle à Luffy avant de lui faire ses adieux. 
Plus tard, Garp informe Koby et Hermep qu'il les formera personnellement pour faire d'eux de meilleurs soldats. Alors que l'avis de recherche de Luffy est vu par de nombreuses de leurs anciennes connaissances, Luffy, Zoro, Nami, Usopp et Sanji déclarent leurs rêves et objectifs futurs en tant que pirates membres de l'équipage aux Chapeau de Paille. 